# Boisset (Haute-Loire)
Boisset ist eine französische Gemeinde mit 382 Einwohnern (Stand: 1. Januar 2022) im Département Haute-Loire in der Region Auvergne-Rhône-Alpes. Sie gehört zum Arrondissement Yssingeaux sowie zum Kanton Bas-en-Basset.

## Geographie
Boisset liegt etwa 32 Kilometer nordnordöstlich von Le Puy-en-Velay an der Grenze der Naturlandschaften Emblavès (auch Emblavez geschrieben) und Forez. Die Nachbargemeinden von Boisset sind Saint-Pal-de-Chalencon im Norden, Valprivas im Osten, Tiranges im Süden und Südosten, Saint-André-de-Chalencon im Süden und Südwesten sowie Saint-Julien-d’Ance im Westen.

## Bevölkerungsentwicklung
| Jahr                       | 1962 | 1968 | 1975 | 1982 | 1990 | 1999 | 2006 | 2017 |
| Einwohner                  | 387  | 314  | 245  | 197  | 194  | 221  | 257  | 345  |
| Quellen: Cassini und INSEE |      |      |      |      |      |      |      |      |

## Sehenswürdigkeiten
- Kirche Saint-Pierre aus dem 12. Jahrhundert, Monument historique seit 1993

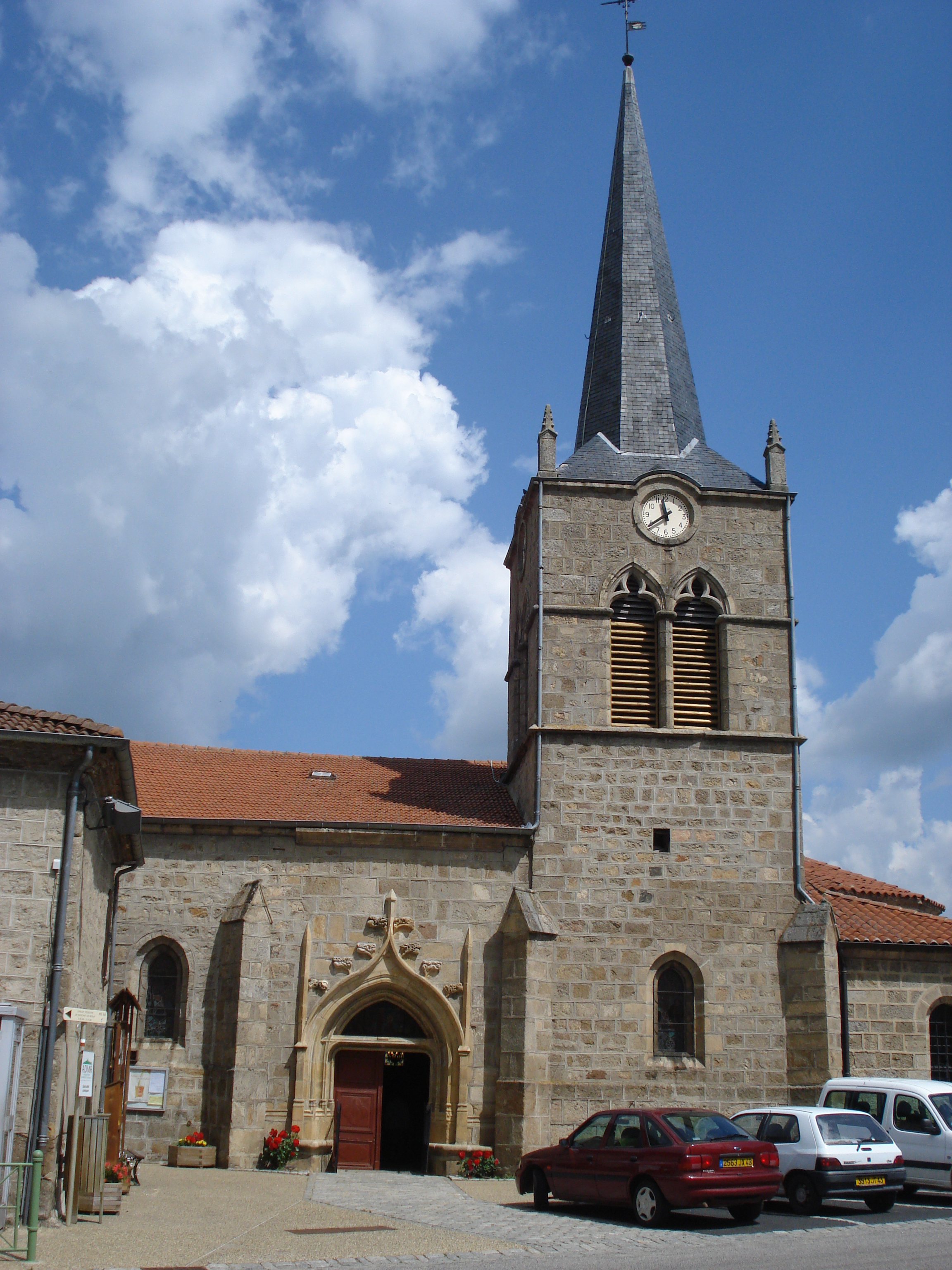
Kirche Saint-Pierre